# Bartosz Karwan
Bartosz Karwan (Tychy, 13 gennaio 1976) è un ex calciatore polacco, di ruolo centrocampista.

## Palmarès

### Club
- Supercoppa di Polonia: 2

GKS Katowice: 1995
Legia Varsavia: 1997
- Campionato polacco: 2

Legia Varsavia: 2001-2002, 2005-2006
- Coppa di Lega tedesca: 1

Hertha Berlino: 2002